# Turno (Lublin)
Turno [pronunciación en polaco: /ˈturnɔ/] es un pueblo ubicado en el distrito administrativo de Gmina Sosnowica, dentro del Condado de Parczew, Voivodato de Lublin, en Polonia oriental. Se encuentra aproximadamente a 23 kilómetros al sureste de Parczew y a 54 kilómetros al noreste de la capital regional Lublin.